# Acanthala albiclava
Acanthala albiclava är en stekelart som beskrevs av Christer Hansson 2000. Acanthala albiclava ingår i släktet Acanthala och familjen finglanssteklar. Inga underarter finns listade i Catalogue of Life.